# The True Human Design
The True Human Design — четвёртый мини-альбом шведской экстремальной метал-группы Meshuggah. Он был выпущен лейблом Nuclear Blast 19 июля 1997 года в Европе и 25 ноября 1997 года в США. Мини-альбом включает в себя видеотрек для песни «Terminal Illusions». Все песни, за исключением концертной записи «Future Breed Machine», были представлены на переиздании альбома Chaosphere под названием «Reloaded».

## Список композиций
| №                   | Название                                 | Длительность |
| ------------------- | ---------------------------------------- | ------------ |
| 1.                  | «Sane» (demo)                            | 4:08         |
| 2.                  | «Future Breed Machine» (live)            | 5:29         |
| 3.                  | «Future Breed Machine» (версия Mayhem)   | 8:13         |
| 4.                  | «Futile Bread Machine» (версия Campfire) | 3:30         |
| 5.                  | «Quant's Quantastical Quantasm»          | 7:31         |
| 6.                  | «Friend's Breaking and Entering»         | 6:49         |
| Общая длительность: | Общая длительность:                      | 35:42        |

## Участники записи
- Йенс Кидман − вокал
- Фредрик Тордендаль − гитара, бас-гитара
- Томас Хааке − ударные, вокал (на «Futile Bread Machine» и «Sane» (demo))
- Мортен Хагстрём — гитара
- Густав Хельм — бас-гитара на «Future Breed Machine» (live)

#### Звукоинженеры
- Джоке Ског — ремикс (трек 3)
- Джонас Квант[англ.] — ремикс (трек 5)